# Anaea glauce
Anaea glauce är en fjärilsart som beskrevs av Felder 1862. Anaea glauce ingår i släktet Anaea och familjen praktfjärilar. Inga underarter finns listade i Catalogue of Life.